# 核ラミナ

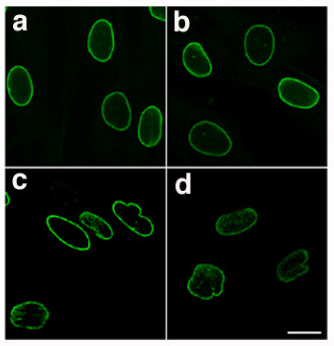
健常者 (a, b) とプロジェリア患者 (c, d) の皮膚線維芽細胞の共焦点顕微鏡による解析。抗ラミンA/C抗体によるラベリング。患者の線維芽細胞の多くに、不規則な形状の核膜が存在する。

核ラミナ（かくラミナ、英: nuclear lamina）とは、ほとんどの真核細胞の核膜の内側に存在する、厚さ約30–100 nmの網状の構造である。中間径フィラメントと膜結合タンパク質から構成されている。核ラミナは核の機械的支持のほか、DNA修復や細胞分裂などの重要なイベントを調節している。それに加え、クロマチンの組織化に関与し、核膜に埋め込まれた核膜孔複合体の固定を行っている。
核ラミナは2層の脂質二重層からなる核膜の内側の面に結合している。一方、核膜の外側の面は小胞体と連続している。核ラミナと核マトリックスの構造は類似しているが、後者は核質全体にわたって分布している。

## 構造と構成
核ラミナは、ラミンとラミン結合膜タンパク質から構成される。ラミンはタイプVに分類される中間径フィラメントで、塩基配列の相同性、生化学的性質、細胞周期中の細胞内局在によって、Aタイプ（ラミンA、C）とBタイプ（ラミンB1、B2）に分類される。タイプVの中間径フィラメントは、より長いrodドメイン（42アミノ酸分長い）を持ち、すべてがC末端に核局在化配列を持つ、という点で細胞質の中間径フィラメントとは異なっている。ラミンのポリペプチドはほぼ完全にα-ヘリックスからなるコンフォメーションをとり、複数のα-ヘリカルドメインが非α-ヘリカル構造のリンカーで分離されている。C末端とN末端はα-ヘリカル構造ではなく、C末端は球状構造である。その長さとアミノ酸配列は高度に保存されており、分子量は60 kDaから80 kDaである。核ラミンには、中央のrodドメインに隣接して、2箇所のリン酸化部位が存在する。有糸分裂の開始の際のリン酸化によってコンフォメーション変化が引き起こされ、核ラミナは解体される。
ラミンは、後生動物のみに存在する。脊椎動物のゲノムでは、ラミンは3つの遺伝子によってコードされている。選択的スプライシングによって、少なくとも7種類の異なるポリペプチド（スプライスバリアント）が合成される。一部は生殖細胞特異的で、減数分裂中のクロマチンの再組織化に重要な役割を果たす。すべての生物が同数のラミンをコードする遺伝子を持っているわけではなく、キイロショウジョウバエ Drosophila melanogaster には2つの遺伝子しか存在せず、線虫 Caenorhabditis elegansには1つしか存在しない。
核内でラミンに結合する膜タンパク質は、膜貫通タンパク質か表在性膜タンパク質のいずれかである。その中で最も重要なものは、ラミナ結合ポリペプチド（LAP1、LAP2）、エメリン、ラミンB受容体 （LBR）、otefin、そしてMAN1である。これらのタンパク質は内膜の内部に位置していたり、内膜と結合したりしており、核ラミナの核膜への結合を媒介している。

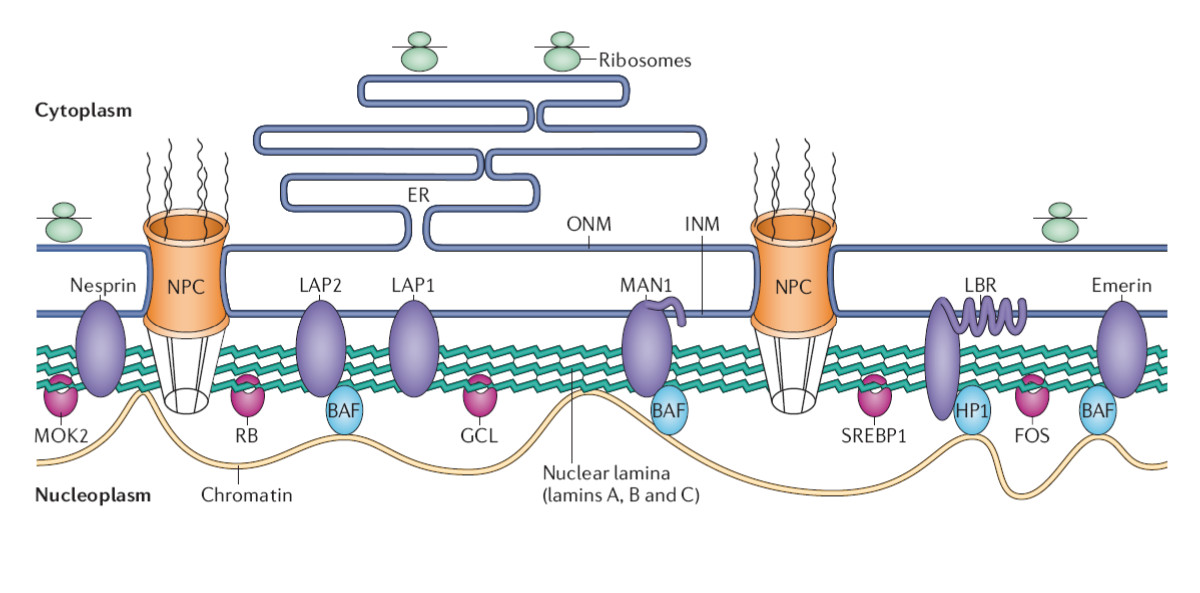
核ラミナの構造と機能。核ラミナは内膜（INM）の内側に位置しており、核の安定性の維持、クロマチンの組織化、核膜孔複合体（NPC）、核膜タンパク質（青紫）、転写因子（赤紫）への結合を担っている。核ラミナに結合する核膜タンパク質には、ネスプリン、エメリン、LAP1、LAP2、LBR、MAN1などがある。核ラミナに結合する転写因子には、Rbタンパク質、GCL（germ cell-less）、ステロール調節配列結合タンパク質（SREBP-1）、FOS、MOK2などがある。BAFはクロマチン結合タンパク質で、核ラミナと上記の核膜タンパク質のいくつかとも結合する。HP1はクロマチンとLBRに結合する。

## 役割と相互作用
核ラミナの組み立ては、まず2つのラミンのポリペプチドのrodドメインが互いに巻き付いて2本鎖のコイルドコイル構造を形成し、その後複数の二量体がhead-to-tailの様式で結合することで行われる。そして、直鎖状に伸長したポリマーどうしが並ぶことで横方向へ広がってゆき、核膜の裏に二次元構造が形成される。核の機械的支持に加え、核ラミナはクロマチンの組織化、細胞周期の調節、DNA修復、細胞分化、アポトーシスに必須である。

### クロマチンの組織化
ゲノムがランダムな構造ではないことから、クロマチンの組織化に対する核ラミナの関与が強く示唆される。ラミンはクロマチンに対する親和性を有しており、rodドメインがマトリックス結合領域（matrix attachment region, MAR）と呼ばれる特定のDNA配列部分に結合する。MARは約300–1000塩基対の長さでA/T含量が高い。また、ラミンAとBはコアヒストンのテール領域の配列に結合することができる。
核ラミナと相互作用するクロマチンはlamina-associated domain（LAD）を形成する。ヒトのLADの平均的な長さは0.1–10 Mbである。LADはCTCFの結合部位と近接している。

### 細胞周期の調節
有糸分裂の初期段階（前期、前中期）には、核膜、核ラミナ、核膜孔複合体といった構造体を含む、細胞のさまざまな構成要素の解体が行われる。核の解体は、紡錘体が（凝縮された）染色体と相互作用し、動原体に結合するために必要である。
これらの解体のイベントはサイクリンB/Cdk1プロテインキナーゼ複合体（有糸分裂促進因子）によって開始される。この複合体が活性化されると、他のプロテインキナーゼの活性化と調節、そして細胞の再編に関与する構造タンパク質への直接的なリン酸化によって、細胞は有糸分裂へ突入する。サイクリンB/Cdk1によるリン酸化の後、核ラミナは脱重合する。Bタイプのラミンは脱重合後も核膜の断片と結合したままだが、Aタイプのラミンは有糸分裂の残りの期間は完全に可溶化している。
この段階での核ラミナの解体の重要性は、解体の阻害によって細胞周期が完全に停止するという実験から明確に示される。
有糸分裂の終盤（後期、終期）における核の再集合のタイミングは高度に調節されている。「骨格」となるタンパク質がまだ部分的に凝縮している染色体の表面に結合することから始まり、続いて核膜の組み立てが行われる。核膜孔複合体が新規に形成され、ラミンはそこを通って活発に輸送される。この典型的な階層性からは、この段階の核ラミナに何らかの安定化の役割または調節機能があるのかという疑問が生じる。なぜなら、それはクロマチン周辺での核膜の集合において本質的な役割を果たさないからである。これに関しては矛盾する結果が得られており明確ではない。

### 胚発生と細胞分化
胚発生におけるラミンの存在は、アフリカツメガエル、ニワトリ、哺乳類などのさまざまなモデル生物で容易に観察することができる。アフリカツメガエルでは、胚発生の段階によって異なる発現パターンを示す5種類のタイプが同定されている。主要なタイプはLIとLIIで、ラミンB1とB2のホモログであると考えられている。LAはラミンA、LIIIはBタイプのラミンのホモログであると考えられている。LIVは生殖細胞特異的に存在する。
ニワトリの胚発生の初期段階では、Bタイプのラミンだけが存在する。その後の段階では、ラミンB1の発現は減少し、ラミンAの発現が徐々に増加する。哺乳類の発生も同様に進行するようである。初期段階ではBタイプのラミンが発現している。ラミンB1はこの段階で多く発現しているのに対し、ラミンB2のレベルは比較的一定であるが、B1のレベルは細胞増殖の状態と関連している可能性がある。比較的発生が進んだ組織ではラミンAとラミンCの増加がみられる。
これらの知見は、Bタイプのラミンだけが核ラミナの最も基本的なレベルの機能に必要であることを示唆している。

### DNA複製
さまざまな実験によって、核ラミナがDNA複製の伸長過程に関与することが示されている。ラミンは伸長複合体の組み立てに必要な足場を提供する、もしくはこの足場の組み立ての開始点を提供することが示唆されている。
核ラミナに結合したラミンだけが複製過程に加わるのではなく、核内の遊離ラミンも同様に参加し、複製過程を調節する何らかの役割を持っているようである。

### DNA修復
DNA二本鎖切断の修復は、非相同末端結合（non-homologous end joining, NHEJ）または相同組換え（homologous recombination, HR）のいずれかの過程で起こる。AタイプのラミンはNHEJとHRで主要な役割を果たすタンパク質のレベルを維持し、遺伝的な安定性を促進する。ラミンAの成熟が起こらないマウスの細胞では、DNA損傷と染色体異常が増加し、DNA損傷試薬に対する感受性が増大する。

### アポトーシス
アポトーシスは、組織の恒常性の維持や、ウイルスや他の病原体の侵入に対する防御において最も重要性が高い過程である。アポトーシスは高度に調節された過程であり、その初期段階で核ラミナは解体される。
有糸分裂の際のリン酸化による解体とは対照的に、核ラミナはタンパク質の切断によって解体され、ラミンとラミン結合膜タンパク質の双方が切断の標的となる。このタンパク質分解活性はカスパーゼファミリーの酵素群によって行われ、アスパラギン酸残基の直後が切断される。

## ラミノパチー
核のラミン（ラミンAやラミンB1など）をコードする遺伝子の欠陥は、さまざまな疾患（ラミノパチー）に関係している。
- エメリー・ドレフュス型筋ジストロフィー - 筋肉消耗疾患
- ハッチンソン・ギルフォード・プロジェリア症候群 - 早老症の1つ
- 拘束性皮膚障害（英語版） - 非常に硬い皮膚や他の重度の新生児異常と関連した疾患